# 芳村花鳥蟲魚市場
芳村花鳥蟲魚市場，又名越和花鳥魚藝大世界，是位於廣東省廣州市荔灣區（原芳村區）花地大道中的一個綜合街市，2001年開業，地皮在1998年广信房产购入时，用地性质为商品住宅用地。这里是主要集聚各類寵物、園藝裝飾品、工藝品等商家的集市，有不少广州街坊是从流花鸟苑（原本在流花湖湖边）拆后转场到这边。2017年6月29日，万科以551亿投得广东国投资产包，其中包括了包含市场在内的花地湾地块的1500亩地。荔湾区委书记危伟汉透露，2018年会启动改造花鸟鱼虫市场一带，计划将市场搬迁，用5-7年再开发此地块。最终，市场在2020年10月20日结束营业并搬迁。

## 交通
- 地铁：█1号线：花地湾地铁站C口或D口
- 巴士：花地大道站
- 旧地址：广州市荔湾区芳村花地大道中
- 新地址：广州市荔湾区芳村龙溪大道广州花卉博览园

## 区域划分
水族区；红木区；宠物、雀鸟区；工艺品区；园林园艺区；奇石区

## 历史
2001年1月1日，花鸟鱼虫市场一期水族区开业，并逐步扩展了园林园艺区、雀鸟区、宠物区
2002年，开发了二期花鸟鱼艺市场，增加了高档水族区，并从“艺”字着手，逐步发展了家居工艺品区，吸纳仿真花艺、陶瓷、根雕木雕、字画、收藏品、家具等多种家居工艺行业的商家进驻。
2006年下半年，利用木雕根雕行业的带动，将百年好家居改造成红木古典家具专业商场。
2020年10月20日，因万科投得花地湾地块，市场结束营业并开始拆迁。